# Кебили (город)
Кеби́ли (араб. ولاية قبلي‎) — город на западе Туниса. Столица одноименного вилайета.

## История
Кебили — один из старейших оазисов Туниса и Северной Африки. Вблизи города найдены останки людей проживавших здесь около 200 000 лет назад. Кебили, как и многие другие города Туниса, стал частью Римской империи после Пунических войн.

## Население
Население Кебили более разнообразно по сравнению с другими провинциями Туниса. Состоит преимущественно из трех групп:
- Берберы: коренные жители Туниса и Северной Африки.
- Арабы: они прибыли в Кебили в первые дни арабского завоевания. Большинство пришло с Юга Аравийского полуострова (современные Саудовская Аравия и Йемен). Они до сих пор носят племенные имена своих предков.
- Чернокожие: Их привезли в город, когда он был центром работорговли.

## Экономика
Экономика Кебили на протяжении своей истории претерпевала различные изменения. Кебили был одним из основных центров работорговли. Рабов доставляли в Европу через порт Габеса. В настоящее время Кебили сильно зависит от сельского хозяйства и туризма.

### Сельское хозяйство

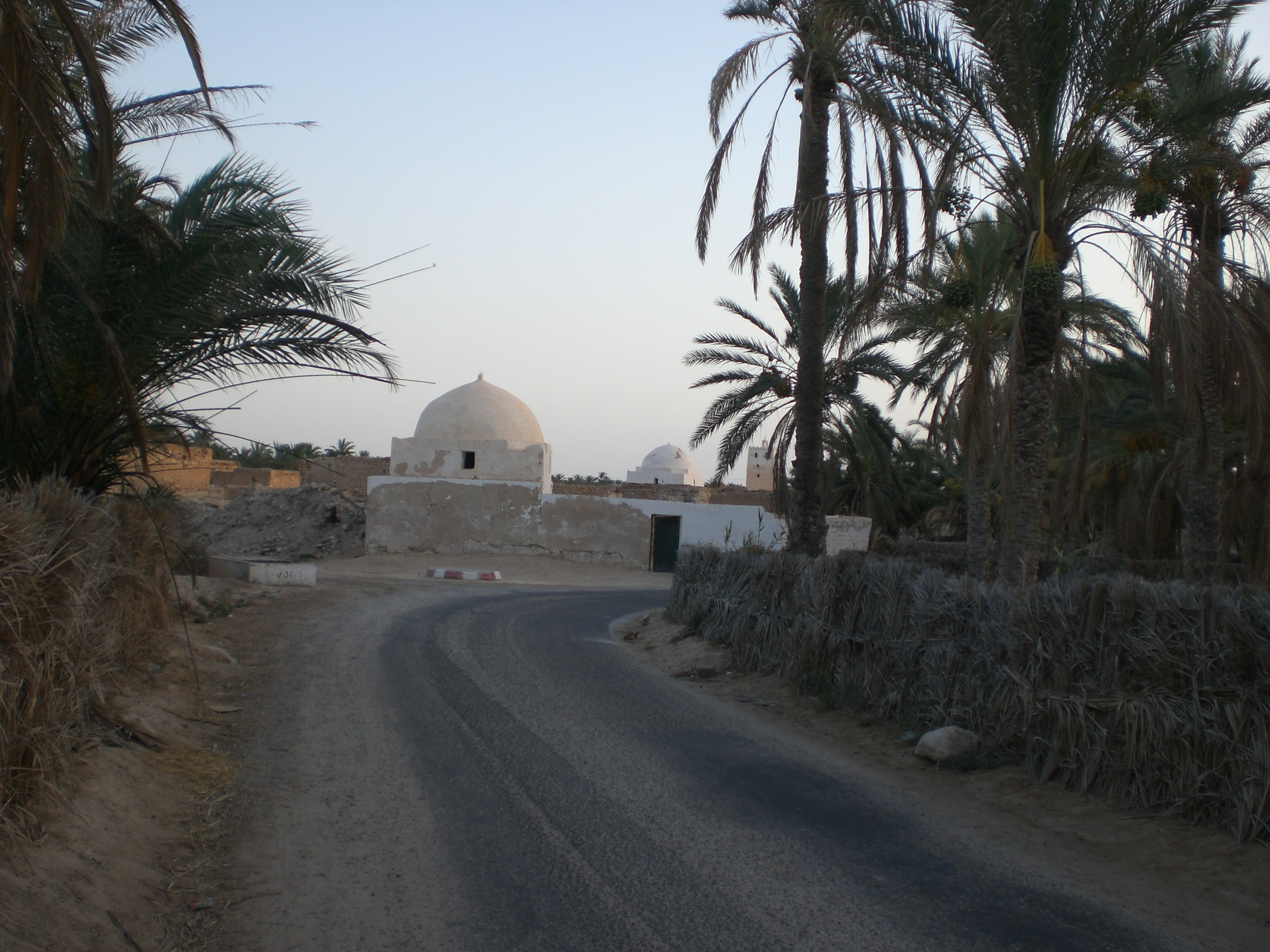
Деревня вблизи Кебили.

Основной сельскохозяйственной продукцией в регионе являются финики. В Кебили выращивают финики очень высокого качества, которые экспортируються по всему миру.

### Туризм
После обретения  независимости правительство Туниса поощряло туристические проекты и курорты. Один из них Дуз (также известный как Ворота Сахары), находящийся к югу от Кебили, является самым известным сахарским курортом Туниса.

## Климат
| Показатель                    | Янв. | Фев. | Март | Апр. | Май  | Июнь | Июль | Авг. | Сен. | Окт. | Нояб. | Дек. | Год   |
| ----------------------------- | ---- | ---- | ---- | ---- | ---- | ---- | ---- | ---- | ---- | ---- | ----- | ---- | ----- |
| Абсолютный максимум, °C       | 26,5 | 34,3 | 38,2 | 40,1 | 45,5 | 47,7 | 48,8 | 47,6 | 45,8 | 41,2 | 35,7  | 28,9 | 48,8  |
| Средний суточный максимум, °C | 17,1 | 19,5 | 23,3 | 26,9 | 31,8 | 36,3 | 39,2 | 39,2 | 34,9 | 30,0 | 23,0  | 17,9 | 28,3  |
| Средний суточный минимум, °C  | 4,6  | 5,9  | 9,8  | 13,4 | 17,7 | 21,6 | 23,9 | 24,7 | 22   | 17,2 | 10,0  | 5,3  | 14,7  |
| Абсолютный минимум, °C        | −3,3 | −4,5 | −0,9 | 2,8  | 6,1  | 13,7 | 16,6 | 16,2 | 10,6 | 5,3  | −1,6  | −4,5 | −4,5  |
| Норма осадков, мм             | 22,9 | 4,6  | 12,9 | 10,9 | 6,6. | 1,1  | 0,1  | 1,9  | 8,1  | 8,8  | 10,1  | 13,3 | 101,3 |
| Источник: BBC Weather         |      |      |      |      |      |      |      |      |      |      |       |      |       |